# Kombinacja norweska na Mistrzostwach Świata w Narciarstwie Klasycznym 1987
Zawody w kombinacji norweskiej na XXIII Mistrzostwach świata w narciarstwie klasycznym odbyły się w dniach 13 lutego - 19 lutego 1987 w niemieckim Oberstdorfie, w ówczesnej RFN.

## Wyniki

### Gundersen K 90/15 km
- Data 13 lutego 1987

| Medal | Zawodnik            | Narodowość     | Wynik  |
| ----- | ------------------- | -------------- | ------ |
|       | Torbjørn Løkken     | Norwegia       | 423,80 |
|       | Trond-Arne Bredesen | Norwegia       | 422,48 |
|       | Hermann Weinbuch    | RFN            | 421,44 |
| 4     | Allar Levandi       | ZSRR           | 420,28 |
| 5     | Klaus Sulzenbacher  | Austria        | 419,76 |
| 6     | Hippolyt Kempf      | Szwajcaria     | 419,15 |
| 7     | Ján Klimko          | Czechosłowacja | 417,74 |
| 8     | Hans-Peter Pohl     | RFN            | 417,30 |
| 9     | Thomas Prenzel      | NRD            | 416.45 |
| 10    | Thomas Müller       | RFN            | 414,63 |
| ...   |                     |                |        |
| 21    | Tadeusz Bafia       | Polska         | ?      |

- Amerykanin Kerry Lynch zajął 2. miejsce (422,75 punktów), został jednak zdyskwalifikowany za stosowanie dopingu.

### Sztafeta 3 × 10 km
- Data 19 lutego 1987

| Medal | Zawodnik                                              | Narodowość        | Wynik   |
| ----- | ----------------------------------------------------- | ----------------- | ------- |
|       | Hermann Weinbuch Hans-Peter Pohl Thomas Müller        | RFN               | 1261,94 |
|       | Hallstein Bøgseth Trond-Arne Bredesen Torbjørn Løkken | Norwegia          | 1244,98 |
|       | Siergiej Czerwiakow Andriej Dundukow Allar Levandi    | ZSRR              | 1236,70 |
| 4     | Werner Schwarz Günther Csar Klaus Sulzenbacher        | Austria           | 1201,88 |
| 5     | Hippolyt Kempf Andreas Schaad Fredy Glanzmann         | Szwajcaria        | 1197,92 |
| 6     | Uwe Prenzel Thomas Abratis Marko Frank                | NRD               | 1183,34 |
| 7     | Joe Holland Pat Ahern Kerry Lynch                     | Stany Zjednoczone | 1180,16 |
| 8     | Jyri Pelkonen Sami Leinonen Jouko Parviainen          | Finlandia         | 1170,52 |
| ...   |                                                       |                   |         |
| 10    | Janusz Guńka Stanisław Ustupski Tadeusz Bafia         | Polska            | 1145,80 |